# Remetea Mare
Remetea Mare é uma comuna romena localizada no distrito de Timiș, na região histórica do Banato (parte da Transilvânia). A comuna possui uma área de 56.40 km² e sua população era de 2302 habitantes segundo o censo de 2011.

## População
| 2002 | 2011 |
| 2111 | 2302 |

## Património
- Tell -ul de la Bucovăţ - seculo IV a.C. (Neolítico)